# Malaui en los Juegos Olímpicos de Los Ángeles 1984
Malaui estuvo representado en los Juegos Olímpicos de Los Ángeles 1984 por un total de 15 deportistas masculinos que compitieron en 3 deportes.
El portador de la bandera en la ceremonia de apertura fue el boxeador Fletcher Kapito. El equipo olímpico malauí no obtuvo ninguna medalla en estos Juegos.